# Дайо Упамекано
Дайо Упамекано (фр. Dayot Upamecano, нар. 27 жовтня 1998, Евре) — французький футболіст гвінейського походження, захисник клубу «Баварія» та збірної Франції.

## Клубна кар'єра
Народився 27 жовтня 1998 року в місті Евре. З 15 років, після різних дитячих команд, Дайо перейшов в академію «Валансьєнна», де його стали відзначати численні скаути. Після переможного юнацького чемпіонату Європи до 17 років ним зацікавилися гранди. Серед інших ходили чутки про предметний інтерес з боку «Манчестер Юнайтед», проте в липні 2015 року Дайо перейшов в австрійський «Ред Булл», який був більш наполегливим і заплатив за трансфер 2,2 млн. євро.
У першому сезоні Упамекано виступав за «Ліферінг», фарм-клуб «Ред Булла», що грав у другому за рівнем дивізіоні Австрії. Там Дайо дебютував 31 липня 2015 року, вийшовши в основному складі на зустріч проти «Санкт-Пельтена». Всього за «Ліферинг» Упамекано провів 16 матчів.
Під час зимового відрізка чемпіонату Дайо став викликатися в основну команду. 19 березня 2016 року він дебютував у австрійській Бундеслізі у поєдинку проти «Маттерсбурга», вийшовши на поле в основному складі й провівши весь матч. За підсумками сезону 2016/17 виграв з командою «золотий дубль» — чемпіонат і Кубок Австрії.
13 січня 2017 року Дайо перейшов за 10 млн євро в інший клуб, що належить концерну Ред Булл, німецький «РБ Лейпциг». Станом на 12 травня 2018 року відіграв за клуб з Лейпцига 40 матчів в національному чемпіонаті.

## Виступи за збірні
2014 року дебютував у складі юнацької збірної Франції, разом з якою став чемпіоном Європи серед юнаків до 17 років у 2015 році, зігравши на турнірі у всіх п'яти зустрічах. Цей результат дозволив команді взяти участь у чемпіонаті світу 2015 року серед юнацьких команд, де Упамекано дійшов з командою до 1/8 фіналу. Всього взяв участь у 31 іграх на юнацькому рівні, відзначившись одним забитим голом.
З 2018 року залучався до складу молодіжної збірної Франції. На молодіжному рівні зіграв у 2 офіційних матчах.

## Статистика виступів

### Статистика клубних виступів
| Сезон                  | Команда                | Чемпіонат              | Чемпіонат | Чемпіонат | Національний кубок | Національний кубок | Національний кубок | Континентальні кубки | Континентальні кубки | Континентальні кубки | Інші змагання | Інші змагання | Інші змагання | Усього за | Усього за |
| Сезон                  | Команда                | Ліга                   | Ігор      | Голів     | Ліга               | Ігор               | Голів              | Ліга                 | Ігор                 | Голів                | Ліга          | Ігор          | Голів         | Ігор      | Голів     |
| ---------------------- | ---------------------- | ---------------------- | --------- | --------- | ------------------ | ------------------ | ------------------ | -------------------- | -------------------- | -------------------- | ------------- | ------------- | ------------- | --------- | --------- |
| 2015–16                | Liefering              | ЕЛ (ІІ)                | 16        | 0         | -                  | -                  | -                  | -                    | -                    | -                    | -             | -             | -             | 16        | 0         |
| 2015–16                | «Ред Булл»             | БЛ                     | 2         | 0         | КА                 | 0                  | 0                  | ЛЧ+ЛЄ                | -                    | -                    | -             | -             | -             | 2         | 0         |
| 2016–17                | «Ред Булл»             | БЛ                     | 15        | 0         | КА                 | 1                  | 0                  | ЛЧ+ЛЄ                | 1+4                  | 0                    | -             | -             | -             | 21        | 0         |
| Усього за «Ред Булл»   | Усього за «Ред Булл»   | Усього за «Ред Булл»   | 17        | 0         |                    | 1                  | 0                  |                      | 5                    | 0                    |               | -             | -             | 23        | 0         |
| 2016–17                | «РБ Лейпциг»           | БЛ                     | 12        | 0         | КН                 | -                  | -                  | -                    | -                    | -                    | -             | -             | -             | 12        | 0         |
| 2017–18                | «РБ Лейпциг»           | БЛ                     | 28        | 3         | КН                 | 2                  | 0                  | ЛЧ+ЛЄ                | 5+6                  | 0                    | -             | -             | -             | 41        | 3         |
| 2018–19                | «РБ Лейпциг»           | БЛ                     | 15        | 0         | КН                 | 3                  | 0                  | ЛЄ                   | 4                    | 0                    | -             | -             | -             | 22        | 0         |
| 2019–20                | «РБ Лейпциг»           | БЛ                     | 28        | 0         | КН                 | 2                  | 0                  | ЛЧ                   | 8                    | 0                    | -             | -             | -             | 38        | 0         |
| 2020–21                | «РБ Лейпциг»           | БЛ                     | 27        | 1         | КН                 | 5                  | 0                  | ЛЧ                   | 7                    | 0                    | -             | -             | -             | 39        | 1         |
| Усього за «РБ Лейпциг» | Усього за «РБ Лейпциг» | Усього за «РБ Лейпциг» | 110       | 4         |                    | 12                 | 0                  |                      | 30                   | 0                    |               | -             | -             | 152       | 4         |
| Усього за кар'єру      | Усього за кар'єру      | Усього за кар'єру      | 144       | 4         |                    | 13                 | 0                  |                      | 35                   | 0                    |               | -             | -             | 191       | 4         |

## Титули і досягнення
- Чемпіон Австрії (1):

«Ред Булл»: 2016–17
- Володар Кубка Австрії (1):

«Ред Булл»: 2016–17
- Володар Суперкубка Німеччини (3):

«Баварія»: 2021, 2022, 2025
- Чемпіон Німеччини (3):

«Баварія»: 2021-22, 2022-23, 2024-25
Збірні
- Чемпіон Європи (U-17): 2015
- Віце-чемпіон світу: 2022
- Переможець Ліги націй УЄФА: 2021-22